# Таранов, Георгий Филиппович
Георгий Филиппович Таранов (1907, г. Феодосия — сентябрь 1986) — советский учёный-апиолог, специалист по пчеловодству.
Доктор биологических наук, профессор (1966), сотрудник НИИ пчеловодства (с 1938 г.). Заслуженный деятель науки РСФСР (1968). Кавалер ордена Ленина (1954).

## Биография
Родился в семье отставного подполковника царской армии.
Окончил биологический факультет Харьковского государственного университета (1935).
Участник Великой Отечественной войны, принимал участие в прорыве блокады Ленинграда, был награждён тремя боевыми медалями, в частности «За оборону Ленинграда».
С 1938 г. и до конца жизни работал в НИИ пчеловодства. Читал лекции в Институте усовершенствования зоотехников-пчеловодов и Школе повышения квалификации пчеловодных кадров. Степень кандидата биологических наук присвоена в 1944 г. за исследования по физиологии выделения воска.
Под его руководством защищено более 30 диссертаций.
Свидетельствуют, что помимо пчеловодства он был увлечённым библиофилом, собравшим большую библиотеку.
В 1949—1960 гг. главред журнала «Пчеловодство», до конца жизни состоял членом его редколлегии. Являлся заместителем главного редактора украинского журнала «Бджільництво».
Первым из советских ученых был избран почетным членом Международной федерации пчеловодческих объединений — Апимондии.
Отмечен тремя медалями ВСНХ.
Автор свыше 400 научных трудов, также на иностранных языках, среди которых книги «Биология пчелиной семьи» (М., 1961), «Анатомия и физиология пчел» (М., 1968), «Корма и кормление пчел» (1972; 2-е изд. 1986).
- Таранов Г. Ф. Промышленная технология получения и переработки продуктов пчеловодства. — М.: Агропромиздат, 1987.